# Graben (Germania)
Graben è un comune tedesco di 3 341 abitanti, situato nel land della Baviera.